# خورشیدگرفتگی ۲۵ آوریل ۱۸۶۵
خورشیدگرفتگی ۲۵ آوریل ۱۸۶۵ (به انگلیسی: Solar eclipse of 25 April 1865) یک خورشیدگرفتگی از نوع خورشیدگرفتگی کامل بود. این خورشیدگرفتگی در تاریخ ۲۵ آوریل ۱۸۶۵ روی داد که زمان اوج آن، ساعت ۱۴:۰۸:۳۴ به‌وقت ساعت هماهنگ جهانی بوده‌است. مدت‌زمان و طول این خورشیدگرفتگی ۰۵ دقیقه و ۲۳ ثانیه بود.